# Печеніжинська селищна територіальна громада
Печеніжинська селищна громада — територіальна громада в Україні, в Коломийському районі Івано-Франківської області. Адміністративний центр — смт Печеніжин.
Площа громади — 184,45 км², населення — 17 372 мешканці (2018).
Утворена 23 липня 2015 року шляхом об'єднання Печеніжинської селищної ради і Княждвірської, Малоключівської, Марківської, Молодятинської, Рунгурської, Слобідської, Сопівської сільських рад Коломийського району.

## Населені пункти
До складу громади входять 9 населених пунктів — 1 смт і 8 сіл:
| Населений пункт | Населення (2015) |
| --------------- | ---------------- |
| Печеніжин       | 5352             |
| Сопів           | 2385             |
| Рунгури         | 2330             |
| Княждвір        | 1721             |
| Молодятин       | 1715             |
| Малий Ключів    | 1227             |
| Марківка        | 1019             |
| Кийданці        | 955              |
| Слобода         | 953              |